# MAN Lion’s Intercity LE
Als MAN Lion’s Intercity LE wird eine Low-Entry-Bus-Baureihe des deutschen Busherstellers MAN Truck & Bus SE bezeichnet, die 2021 vorgestellt wurde. Die Baureihe gehört zur Lion’s-Intercity-Reihe und gilt als Nachfolger des Lion’s City LE bzw. Lion’s City LE Ü.

## Geschichte
Die Baureihe wurde 2021 von der MAN Truck & Bus SE vorgestellt und befindet sich seitdem in Serienproduktion.
Im Zuge der Busworld Europe 2023 wurde der MAN Lion’s Intercity LE 14 vorgestellt. Das Fahrzeug hat eine Länge von 14,43 Metern und bietet bis zu 63 Sitzplätze und maximal 127 Passagiere Gesamtkapazität. Weiterhin verfügt das Fahrzeug über eine Nachlaufachse, sowie optional über eine dritte Tür im Heck.
MAN Truck & Bus gab weiterhin bekannt, dass alle Busse ab dem Modelljahr 2024 auf Basis einer neuen Elektronikplattform gebaut werden. Damit wird auch der neue Fahrerarbeitsplatz eingeführt. Dieser bietet ein 12 Zoll Zentraldisplay, das vollkommen digital ausgeführt ist und über einen zentralen Mitteilungsbereich mit sich überlagernden Infoebenen verfügt. Optional kann auch das neue Multifunktionslenkrad bestellt werden, über das viele Funktionen komfortabel bedient werden können. Erstmals lässt sich das Lenkrad auch zur besseren Bewegungsfreiheit des Fahrers vollständig nach oben klappen.

## Ausführungen
| Bezeichnung            | Typ | Variante           | Länge     | Breite   | Höhe                  | Achsen |
| ---------------------- | --- | ------------------ | --------- | -------- | --------------------- | ------ |
| Lion’s Intercity LE 12 | 32C | Stadtbusausführung | 12.449 mm | 2.550 mm | 3.213 mm bis 3.469 mm | 2      |
| Lion’s Intercity LE 12 | 42C | Überlandausführung | 12.449 mm | 2.550 mm | 3.213 mm bis 3.469 mm | 2      |
| Lion’s Intercity LE 13 | 33C | Stadtbusausführung | 13.149 mm | 2.550 mm | 3.213 mm bis 3.469 mm | 2      |
| Lion’s Intercity LE 13 | 43C | Überlandausführung | 13.149 mm | 2.550 mm | 3.213 mm bis 3.469 mm | 2      |
| Lion’s Intercity LE 14 | 34C | Stadtbusausführung | 14.435 mm | 2.550 mm | 3.213 mm bis 3.469 mm | 3      |
| Lion’s Intercity LE 14 | 44C | Überlandausführung | 14.435 mm | 2.550 mm | 3.213 mm bis 3.469 mm | 3      |

## Ausstattung
Die Baureihe wird als Lion’s Intercity LE 12 mit einer Länge von 12,449 m (bis zu 49 Sitzplätze) und als Lion's Intercity LE 13 mit einer Länge von 13,149 m (bis zu 53 Sitzplätze) für verschiedene Einsatzzwecke angeboten.
Im Unterschied zum Niederflurbus MAN Lion’s City ist der Lion’s Intercity LE als Low-Entry Bus konzipiert, der Heckbereich des Fahrgastraums liegt also hochflurig und ist nur über Stufen im Mittelgang zu erreichen. Das Baukastensystem ermöglicht es, den Bus in verschiedenen Ausstattungen zu fertigen. So können u. a. verschiedene Sitztypen, Türen oder Radgrößen bestellt werden.
Alle Lion’s Intercity LE Modelle können optional mit in der Höhe angepassten Gepäckablagen in offener oder geschlossener Version, letztere auch mit modernen Servicesets für Licht, Luft und Serviceruf konfiguriert werden. Die Aufteilung der Gepäckablagen kann flexibel zwischen Vorder- und Hinterwagen, sowie zwischen der rechten und der linken Seite erfolgen.
Bei der Überlandvariante werden Sitze des Typs „MAN Intercity Basic“ verbaut, die je nach Klassifizierung sowohl ohne oder optional mit Zwei- bzw. Dreipunktgurten verfügbar sind.
Für die Stadtbusvariante stehen drei City-Sitze aus der Reihe „City Schale“ mit verschiedenen Sitzoberflächen und Sitzpolsterungen zur Verfügung. Die optionale Ausstattungsvariante „MAN City Comfort“ ist serienmäßig mit Dreipunktgurt erhältlich.
Die Stadtbusvariante verfügt über zweiflügelige Innenschwenktüren an der vorderen und der mittleren Tür. Die Überlandvariante ist serienmäßig mit einer Außenschwenktür, an der vorderen Tür ein- oder zweiflügelig, an der mittleren Tür 2 immer zweiflügelig, ausgestattet.
Optional gibt es für alle Lion’s Intercity LE elektrische Schwenk-Schiebetüren. Weiterhin werden serienmäßig Lichtschranken an den Drehsäulen verbaut, damit keine Passagiere beim Öffnen und Schließen versehentlich eingeklemmt werden.

## Galerie

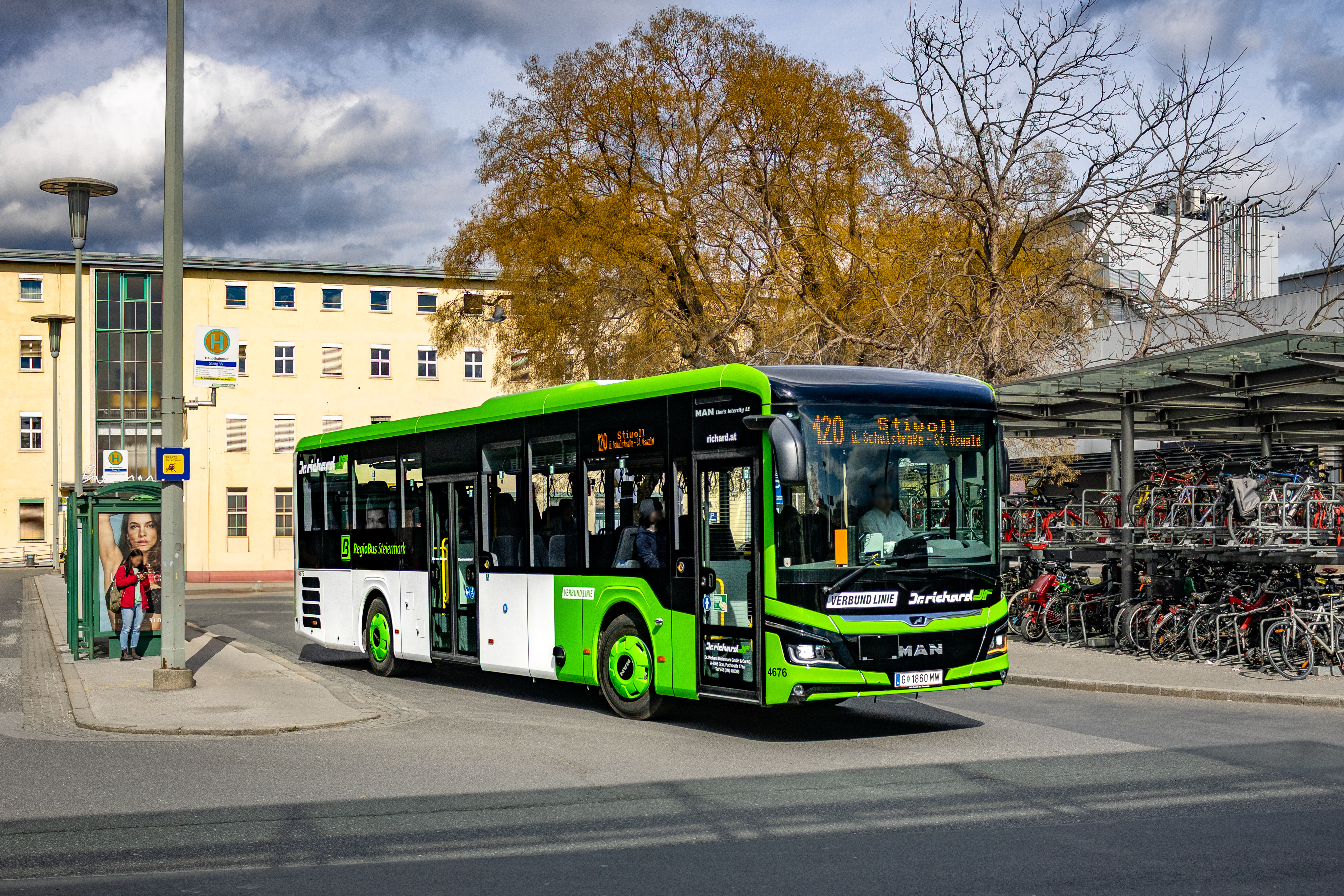
MAN Lion’s Intercity LE 12 (42C)
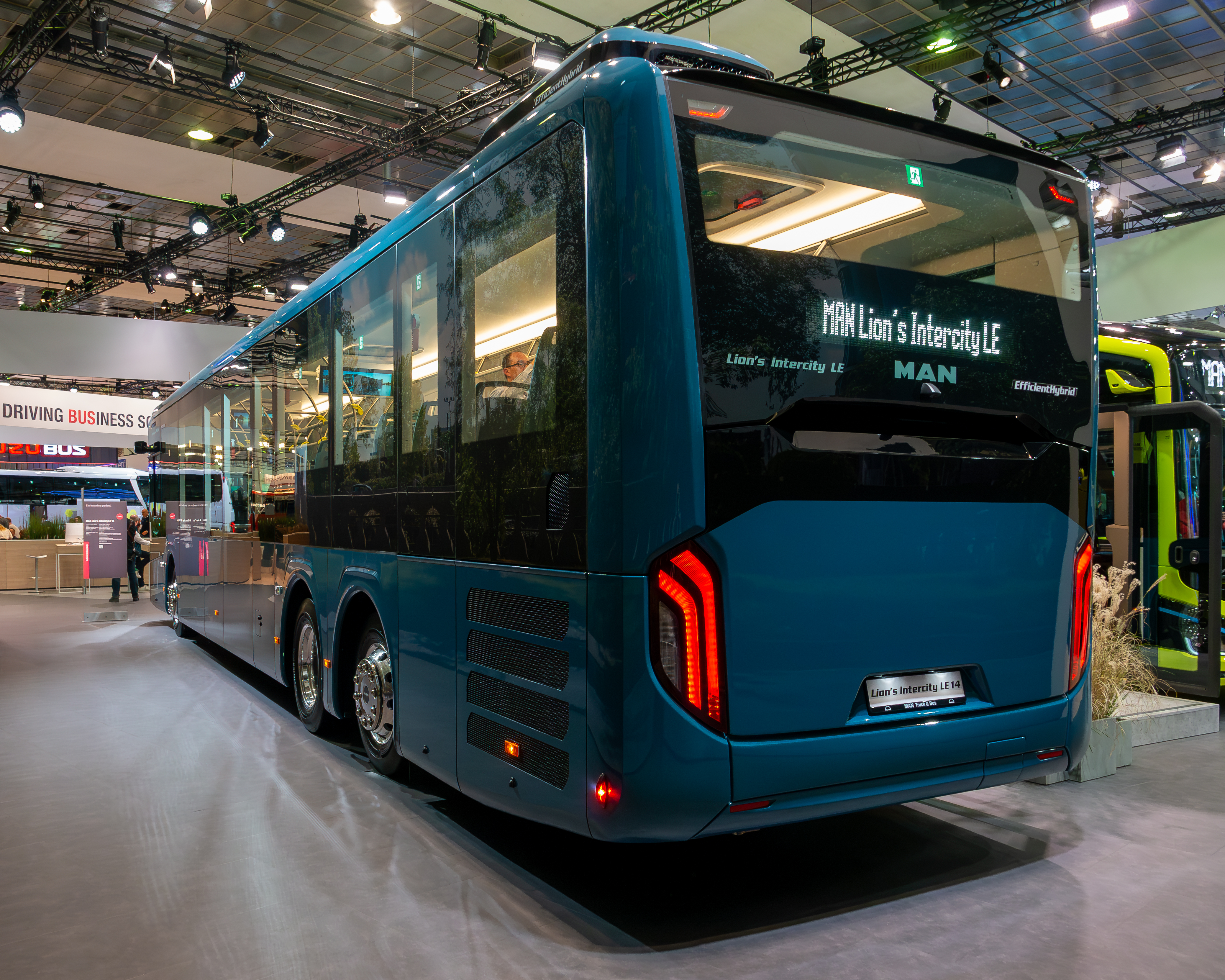
Heck MAN Lion’s Intercity LE 14
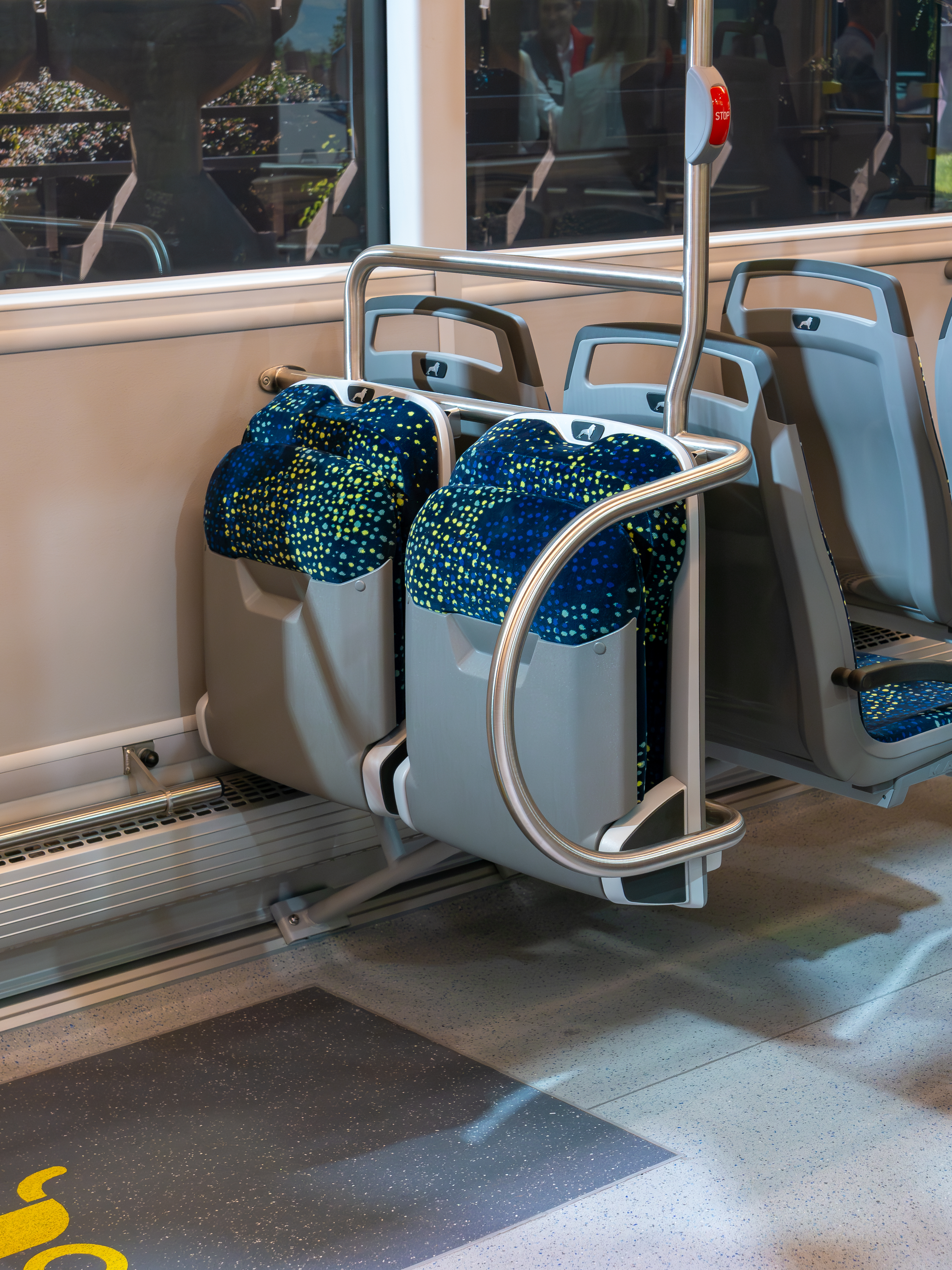
Klappsitze im Mehrzweckbereich MAN Lion’s Intercity LE 14
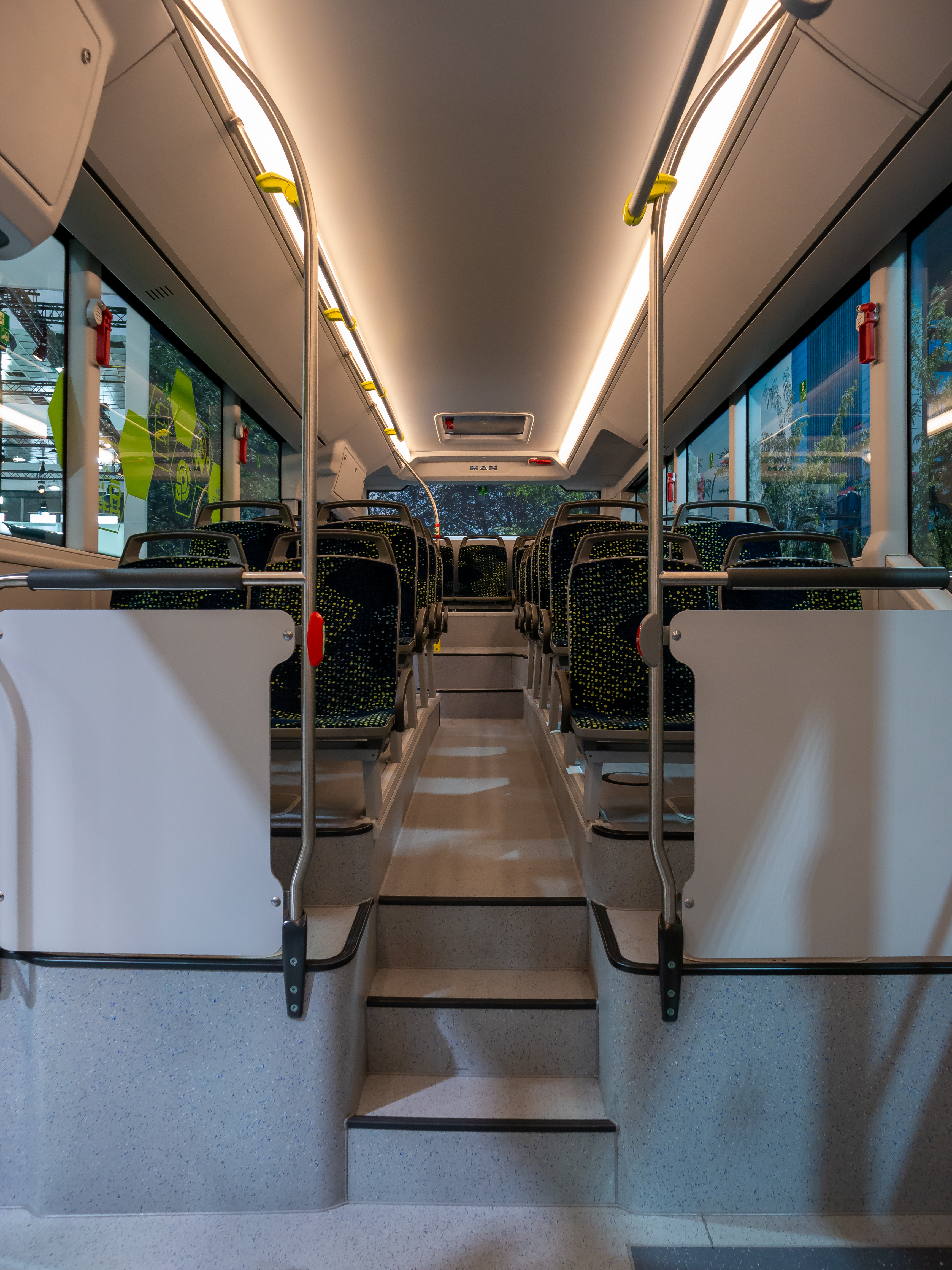
Treppen im Fahrgastraum MAN Lion’s Intercity LE 14